# Börgerende-Rethwisch
Börgerende-Rethwisch ist eine Gemeinde im Landkreis Rostock in Mecklenburg-Vorpommern (Deutschland). Sie wird vom Amt Bad Doberan-Land mit Sitz in der Stadt Bad Doberan verwaltet.

## Geografie
Die Gemeinde zieht sich von der Ostseeküste fast 5 km südöstlich ins Binnenland. Zum Gemeindegebiet gehört der Conventer See, eine ehemalige Meeresbucht, deren Verbindung zur Ostsee verlandet ist. Der See ist Naturschutzgebiet, er zeichnet sich durch die Vielfalt von Sumpf- und Wasservögeln aus. Westlich von Börgerende schließt sich das älteste deutsche Seebad Heiligendamm an.
Umgeben wird Börgerende-Rethwisch von den Nachbargemeinden Nienhagen im Nordosten, Admannshagen-Bargeshagen im Osten sowie Bad Doberan im Südwesten.
Neben Börgerende und Rethwisch gehören die Ortsteile Bahrenhorst und Neu Rethwisch zur Gemeinde.

## Geschichte

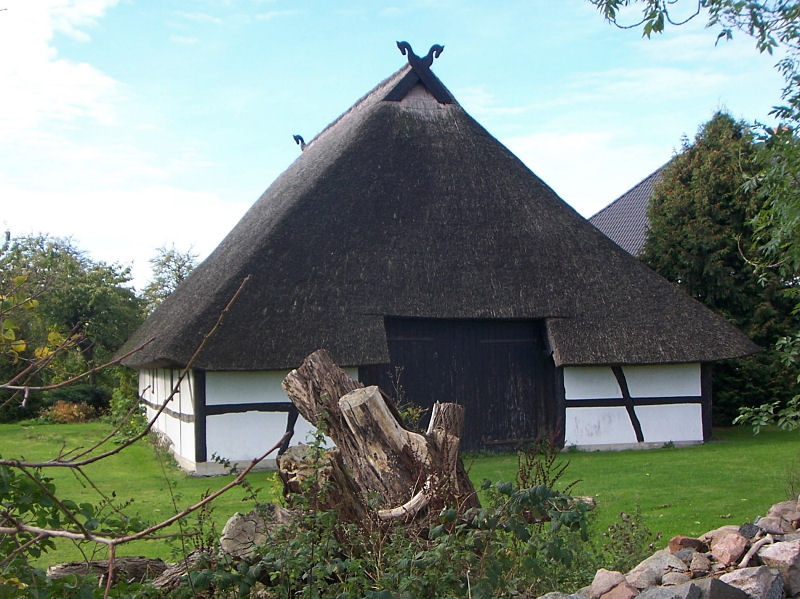
Alte Scheune in Rethwisch

Aufzeichnungen über den Ort Rethwisch gehen bis zum Jahr 1273 zurück. Seitdem wird auch über die Entwicklung des Dorfes eine Chronik geführt. Erstmalig urkundlich genannt wurde das Dorf 1297. Ab 1299 war ein Geistlicher des nahe liegenden Doberaner Klosters in Rabenhorst eingesetzt. In der Kriegsschadensrechnung von 1312 zu den Schäden der Auseinandersetzung zwischen den Rostockern unter Nikolaus und den Truppen Heinrich des Löwen wurde ein Verwalter (magister curie) des Klosters Doberan, sowie ein Kirchhof und Küster erwähnt. Neben dem Verwalter gab es zu dieser Zeit rund zwanzig Haushalte im Dorf, die alle deutsche Namen hatten. Haupterwerb der Familien waren Landwirtschaft und die Fischerei, wovon jährlich ein "Zehnter" in die Kasse des Klosters floss. 1353 wurde erstmals von einer Kirche als „capella Redwisch“ geschrieben, ein Jahr darauf als „ecclesia Redewisch“. Dabei wurde erwähnt, dass die Kirche vorher in Rabenhorst ansässig war, nun ihren Sitz in Rethwisch genommen hatte. Nach der Reformation ging der Klosterbesitz 1552 in den landesherrlichen Domanialverband über, der damit neuer Besitzer der Ländereien wurde und die Abgaben durch einen Steuervogt eintreiben ließ.
Die selbständigen Gemeinden Börgerende und Rethwisch fusionierten am 20. Juni 1957 und wechselten gleichzeitig vom Kreis Rostock-Land in den Kreis Bad Doberan. Wirtschaftliche Schwerpunkte waren die Erzeugung von landwirtschaftlichen Produkten und die Fischerei, die sowohl im Bereich der Ostsee als auch des Conventer Sees betrieben wurde. Daneben war ein Teil der Bewohner im nahe gelegenen Rostock, Warnemünde und Bad Doberan beschäftigt. Der Ort verfügte über eine eigene Schule, die im Ortsteil Rethwisch steht. Diese Regionalschule wurde bis 2024 modernisiert und wesentlich erweitert. Fertiggestellt wurde bis 2025 auch ein westlich erweiterter Bauhof, der vor allem Bau- und Landschaftsmaßnahmen regional abdecken soll.
Um den Tourismus auch innerhalb der Gemeinde zu entwickeln wurde ab 1973 ein Hotelbau begonnen und bis 1976 errichtet. Es wurde das größte Hotel am Ort zur DDR-Zeit und von der Gewerkschaft als FDGB-Erholungsheim „Waterkant“ betrieben. Eröffnet wurde es am 11. August 1976 und hatte 462 Betten, eine Gaststätte mit 240 Plätzen, Schwimmbad, Sport- und etliche medizinische Einrichtungen. Anfangs wurde es, vor allem wegen der Gesamtorganisation und des Personaleinsatzes von der Verwaltung des Feriendienstes in Kühlungsborn aus geleitet. Bereits im ersten Jahr des Bestehens war die Auslastung der Kapazitäten so hoch, dass es kostendeckend arbeiten konnte. Mehrere Bewohner des Ortes fanden hier Vollbeschäftigung und Berufsausbildung. Mit der Auflösung des FDGB_Feriendienstes kurz nach der Wende stand das Haus seit 1990 leer, das Bauwerk zerfiel zur Ruine und wurde dann 2008 abgerissen. An dieser Stelle entstanden Ferienwohnungen.
Vor allem nach 2000 wurde die Infrastruktur im Ort wesentlich verbessert und damit auch die Verkehrsanbindung in die Städte Rostock, Bad Doberan, Kühlungsborn und Warnemünde funktionstüchtiger. Inzwischen haben sich Handwerksbetriebe, Bauunternehmen und größerer Landwirtschaftsbetriebe niedergelassen. Haupteinnahmequelle ist heute der Ferienbetrieb am Ort mit Übernachtungsmöglichkeiten und gastronomischen Einrichtungen. Künstler auf dem Gebiet der Keramik, der Grafik und Bildkunst bieten in der Kunst-Scheune ihre Erzeugnisse für Touristen an. Im Ort arbeitet auch ein Musikinstrumentenbauer.
Jährlich werden umfangreiche Bau- und Gestaltungsmaßnehmen für den Küstenschutz und die Erhaltung des Strandbereiches zwischen Heiligendamm und Nienhagen, mit dem Hauptschwerpunkt Börgerende-Rethwisch realisiert. Hier handelt es sich regional um einen besonders vor Sturm- und Flutereignissen zu schützenden Raum.  Geplant ist gegenwärtig die Wiedervernässung der Conventer Niederung, um das dort noch bestehende Moorgebiet aus Natur- und Klimaschutzbedingungen zu aktivieren. Hier finden sich seltene Arten an Lurch- und Kriechtieren, Insekten und Vögeln mit ihren Nist- und Standplätzen. Beheimatet sind in der Niederung auch Fischottern.
Als Relikt aus der DDR-Zeit steht im Ort der denkmalgeschützte Ostsee-Grenzturm Börgerende, einer der zwei letzten noch erhaltenen Seewachtürme an der Ostsee.
Im Jahr 2023 feierte Rethwisch sein 750-jähriges Bestehen.

## Bevölkerung
| Jahr | Einwohner |
| ---- | --------- |
| 1990 | 0868      |
| 1995 | 1045      |
| 2000 | 1626      |
| 2005 | 1738      |
| 2010 | 1715      |
| 2015 | 1670      |

| Jahr | Einwohner |
| ---- | --------- |
| 2020 | 1711      |
| 2021 | 1746      |
| 2022 | 1721      |
| 2023 | 1695      |

Stand: 31. Dezember des jeweiligen Jahres

## Politik

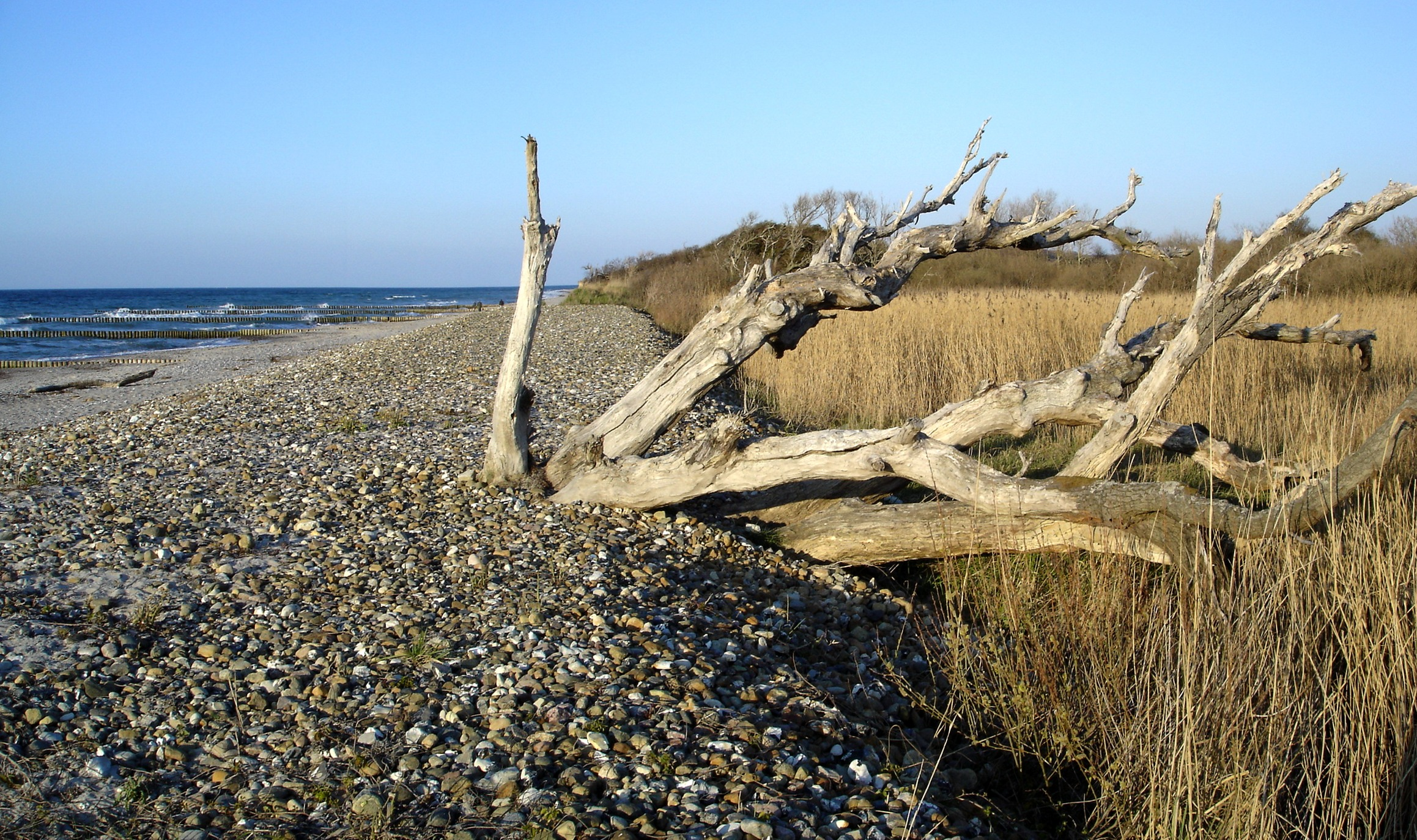
Ostseeküste in Börgerende

### Gemeindevertretung
Die Gemeindevertretung von Börgerende-Rethwisch besteht aus 12 Mitgliedern. Die Kommunalwahl am 9. Juni 2024 führte bei einer Wahlbeteiligung von 73,9 % zu folgendem Ergebnis:
| Partei / Wählergruppe                             | Stimmenanteil 2019[ | Sitze 2019 |  | Stimmenanteil 2024 | Sitze 2024 |
| ------------------------------------------------- | ------------------- | ---------- |  | ------------------ | ---------- |
| WIR – für unsere Gemeinde (WIR)                   | 27,1 %              | 3          |  | 41,6 %             | 5          |
| Bündnis BürgerNähe (BBN)                          | 32,5 %              | 4          |  | 26,0 %             | 3          |
| Freiwillige Feuerwehr Börgerende-Rethwisch (FFBR) | –                   | –          |  | 15,5 %             | 2          |
| CDU                                               | 14,3 %              | 2          |  | 12,0 %             | 1          |
| SPD                                               | 06,7 %              | 1          |  | 04,9 %             | 1          |
| Feuerwehr & Handwerk plus (FHplus)                | 10,2 %              | 1          |  | –                  | –          |
| Unabhängige Wählerschaft Börgerende-Rethwisch     | 09,3 %              | 1          |  | –                  |            |
| Insgesamt                                         | 100 %               | 12         |  | 100 %              | 12         |

### Bürgermeister
- von 1945 bis 1954 Wilhelm Schiewe für Börgerende
- von 1945 bis 1950 Otto Harms für Rethwisch
- von 1950 bis 1955 Fritz Fenselau für Rethwisch
- von 1961 bis 1981 Gerhard Wulff (1925–2017) für Börgerende-Rethwisch
- von 1991 bis 1994 Rudolf Peters
- bis 2014: Axel Jaeger (Bündnis 90/Grüne)
- seit 2014: Horst Hagemeister (WIR)

In der Bürgermeisterstichwahl am 16. Juni 2019 wurde Hagemeister mit 55,7 % der gültigen Stimmen wiedergewählt. Am 9. Juni 2024 wurde er mit 68,3 % der gültigen Stimmen in seinem Amt bestätigt. Seine Amtszeit beträgt fünf Jahre.

### Wappen
| Wappen von Börgerende-Rethwisch | Blasonierung: „Geteilt durch einen Wellenschnitt; oben in Silber zwei schräg gekreuzte rote Giebelbretter mit abgewendeten Pferdeköpfen; unten in Blau ein silberner Fisch.“ |
| Wappen von Börgerende-Rethwisch | Wappenbegründung: In dem Wappen symbolisiert der Wellenschnitt die Lage der Gemeinde an der Ostsee. Mit den Giebelbrettern wird auf die im Ort vorhandenen niedersächsischen Bauernhäuser verwiesen. Der Fisch stellt den Bezug zu einer der früheren Haupterwerbsquellen der Einwohner her, zur Fischerei in Börgerende. Das Wappen und die Flagge wurde von dem Schweriner Heraldiker Heinz Kippnick gestaltet. Es wurde zusammen mit der Flagge am 9. August 2000 durch das Ministerium des Innern genehmigt und unter der Nr. 223 der Wappenrolle des Landes Mecklenburg-Vorpommern registriert. |

### Flagge
Die Flagge ist gleichmäßig längs gestreift von Blau und Weiß. In der Mitte des Flaggentuchs liegt, auf jeweils zwei Drittel der Höhe des blauen und des weißen Streifens übergreifend, das Gemeindewappen. Die Länge des Flaggentuchs verhält sich zur Höhe wie 5:3.

### Dienstsiegel
Das Dienstsiegel zeigt das Gemeindewappen mit der Umschrift „• GEMEINDE BÖRGERENDE – RETHWISCH •“.

## Sehenswürdigkeiten

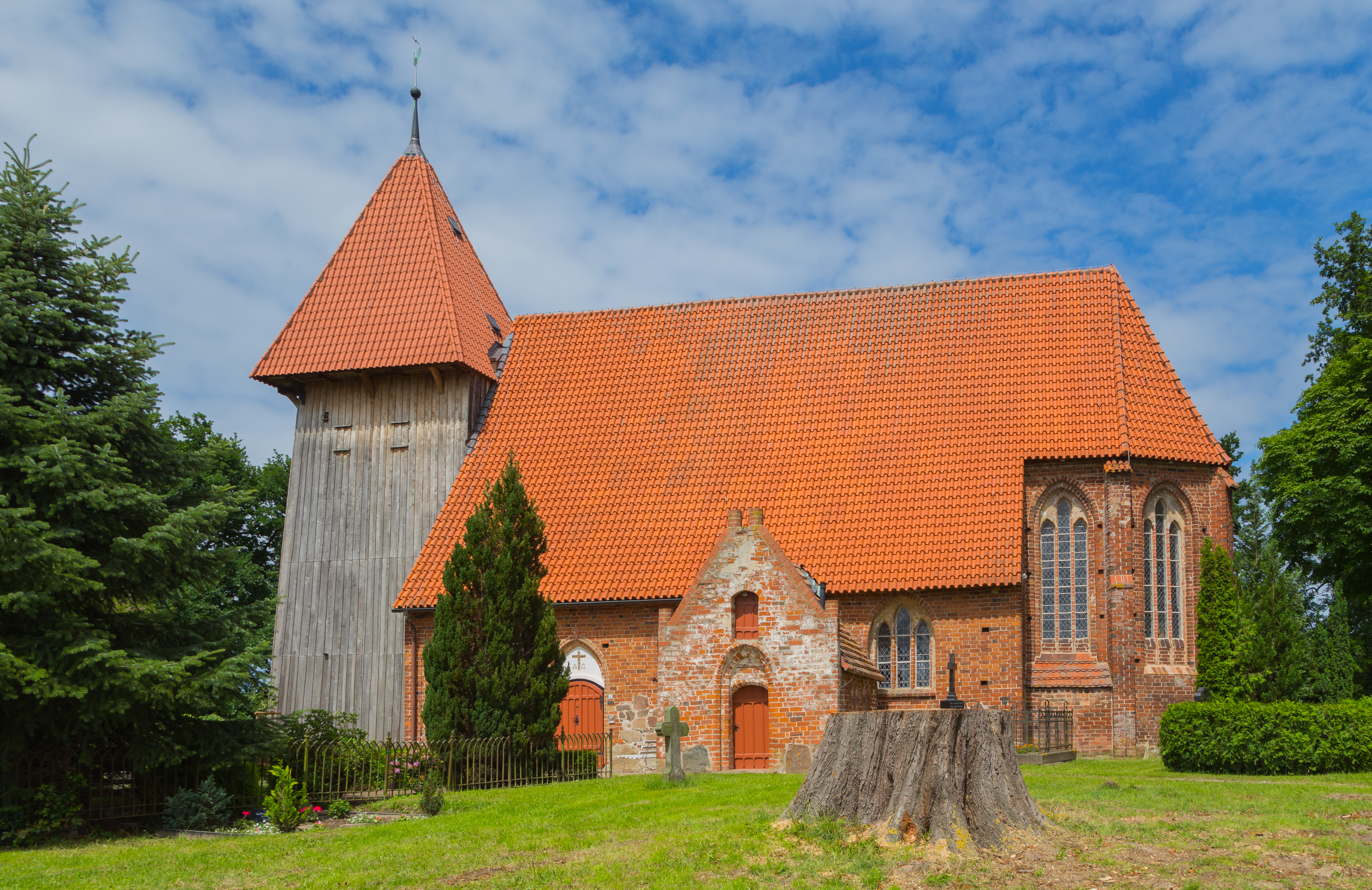
Kirche von Rethwisch

- Gotische, dreischiffige Dorfkirche Rethwisch aus Granit und Feldsteinen vom Anfang des 14. Jahrhunderts. Der Westturm aus Holz hat ein Pyramidendach. Der Schnitzaltar stammt in seinen ältesten Teilen aus dem 15. Jahrhundert. Gestaltet ist er als Flügelaltars. Das Sakramentshaus ist in der Form eines Fialentürmchens gestaltet. Der Altar und der Innenraum der Kirche wurden bis 2023 unter Beachtung des Denkmalschutzes saniert.
- Ostsee-Grenzturm Börgerende, gehörte zu einer Reihe von ehemals 27 Türmen an der Ostseeküste der DDR
- Gutshausartige Bauernhäuser in Rethwisch, Börgerender Straße Nr. 14, Nr. 15 und Nr. 16
- Hallenhäuser in Rethwisch, Schulstraße Nr. 18 und Nr. 34.
- Museumshof, Ausstellungsräume mit Lesesaal und zum Teil Sonderausstellungen, hier befindet sich auch die seit 1273 geführte Ortschronik[10] in der Seestraße 14

## Persönlichkeiten
- Gerhard Wulff (1925–2017), Bürgermeister und Ortschronist
- Renate Boy (1939–2023), Kugelstoßerin, lebte in Rethwisch
- Günther Krause (* 1953), Politiker (CDU), lebte zeitweilig in Börgerende-Rethwisch